# Archos

Archos - французька транснаціональна компанія, яка розробляє і продає електронні продукти, включаючи цифрові музичні плеєри, медіа-планшети і смартфони, що працюють під управлінням Android і Windows. Компанія стала відомою в 1990-і роки завдяки овердрайв дискам (жорсткий диск і CD), а також поширенню Scandoubler для Commodore Amiga. Archos заснована у 1988 році, назва цієї фірми є анаграмою до прізвища її засновника і нинішнього голови правління Henri Crohas.
Головний офіс компанії знаходиться в місті Іньї, в технологічному кластері Париж-Саклі.

## Історія
Компанія отримала широку відомість завдяки цифровим музичним плеєрам. Вона була першою на ринку з MP3-плеєром, який обладнаний жорстким диском з моделлю Jukebox 2000. Крім того, у 2009 році, вона запропонувала ринку перший Android планшет з жорстким диском, а також є піонером у дискових програвачах відео з моделлю AV300, яка вийшла на ринок у червні 2003 року. Завдяки PMA400, ARCHOS розширила свій бізнес, пропонуючи перший КПК, оснащений жорстким диском.
Archos випускає продукти для роботи з Інтернет контентом і здатних з'єднуватися між собою (за допомогою Wi-Fi або Bluetooth). Також Archos займався виробництвом музичних плеєрів, які приймають сигнал цифрового наземного телебачення (DVB-T), як безпосередньо з пристроєм AV700 або з Archos 5 за допомогою ТБ аксесуара Snap-on. Зараз бренд спеціалізується на виробництві та продажу Android та Windows планшетів Generation 9 і телефонами Smart Phone Home.
Продукція Archos в основному продається в Європі. В кінці 2004 року оператор супутникового телебачення з США EchoStar Communications (також володіє Dish Networks) інвестує $10 мільйонів у компанію в обмін на 26 % акцій у перспективі. Таким чином плеєри Archos почали продаватися під брендом PocketDish у США у мережі Dish, яка належить EchoStar Communications.
У 2012 році компанія випускає Archos 101 XS, який стає інновацією в області планшетів. Екран під'єднується до клавіатури за допомогою спеціальних магнітних роз'ємів, утворюючи єдиний щільний блок. У закритому положенні клавіатура захищає екран від пошкоджень.
У 2013 році компанія розширює асортимент пропонованої продукції, випустивши дві лінійки смартфонів, що працюють під управлінням операційної системи Android.

## Результати фінансової діяльності

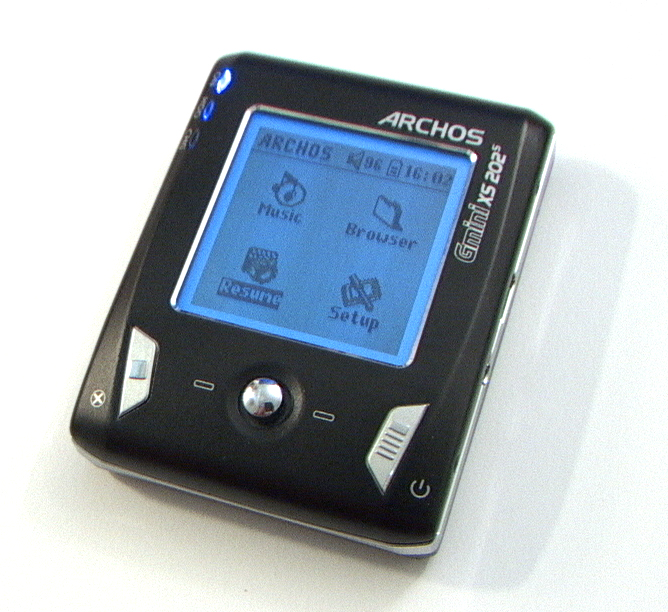
Цифровий музичний плеєр Archos Gmini XS 202s

У 2005 році компанія досягла обороту в 103,1 млн євро.
У 2006 році виручка компанії склала 124 300 000 €, збільшившись на 20 % в порівнянні з 2005 роком.
У 2007 р оборот знизився на 18 % до 101 800 000 €.
У 2008 році доходи як і раніше падають на 27 % до 73,9 млн євро.
У 2009 році оборот впав ще на 21 % до 57,9 млн євро.
У 2010 році оборот збільшується на 21 % до 83,3 млн.
У 2011 році оборот збільшується на 106 % до 171,4 млн євро.
У 2012 році оборот становить 154 млн євро (-9,6 % у порівнянні з 2011 р). Компанія повідомила, чистий збиток у розмірі 38,7 млн євро, ціна акцій впав, змушуючи його засновника, Анрі Кроа, віддати управління компанією Archos найманому виконавчому директору.

Оборот 2013 року знизився на 7 % до 143,7 млн євро, але було відмічене зростання у кінці року.

## Партнерства
- Alcatel: Archos є партнером Alcatel з 2006 року в напрямку розвитку DVB-SH у плеєрах ARCHOS.
- Opera: зміни до браузера розробляються спільно з однойменною компанією.
- SFR: 12 лютого 2008 Archos розпочинає партнерські відносини з французьким оператором мобільного зв'язку SFR, щоб інтегрувати 3G+ у власну мережу Archos 3G+, яка була запущена у листопаді 2008 року.
- Fnac: Цей дистриб'ютор пропонує ігри для плеєрів Archos і музичних плеєрів високої ємності (Archos 605 на 120ГБ, Archos 5 на 160ГБ).